# Obermaubach
Obermaubach is een schilderachtig gelegen dorp in de Duitse gemeente Kreuzau, deelstaat Noordrijn-Westfalen, en telt 1.609 inwoners (31 juli 2019). Bij Obermaubach behoort ook het dorpje Schlagstein met ruim 200 inwoners. 
Obermaubach ligt op de westelijke oever van de Rur, Schlagstein  2 km noordoostwaarts op de oostoever, tegenover Untermaubach.
Te Schlagstein ligt aan de spoorlijn Düren-Heimbach het stationnetje Untermaubach-Schlagstein. Bij dit stationnetje ligt een camping, en er staat een traditionele kinderherberg met de naam Waldhaus. Deze in de Benelux niet voorkomende voorziening is een soort jeugdherberg, maar dan aangepast voor kinderen van 5 tot 12 jaar, die er bijv. tijdens schoolreisjes kunnen overnachten. Twee kilometer zuidelijker heeft ook Obermaubach zelf een spoorweghalte aan deze lijn.
Direct ten zuiden van Obermaubach ligt het toeristisch belangrijke Obermaubacher Stuwmeer, Duits: Stausee Obermaubach, in de Rur. Deze werd ter regulering van het waterpeil in de rivier in 1934 aangelegd. De stuwdam is 200 meter lang. De wateroppervlakte van het stuwmeer is circa 65,5 hectare. Door het stuwmeer loopt de gemeentegrens van Kreuzau met de gemeentes Hürtgenwald in het westen en Nideggen in het zuiden. Tot 2013 was het stuwmeer ook onderdeel van de regionale drinkwatervoorziening.
De stuw van het stuwmeer is van een uitsluitend in Duitsland veelvuldig toegepaste, bijzondere constructie. De stuw is in 2008 voorzien van een vistrap. 
Recreatie op het stuwmeer is mogelijk, met strikte inachtneming van de regels, vervat in de officiële ambtelijke verordening voor het recreatieve gebruik van o.a. de Stausee Obermaubach (zie link onderaan). In het dorp staan twee toeristenhotels. Het toerisme is de hoofdpijler van de economie van Obermaubach.

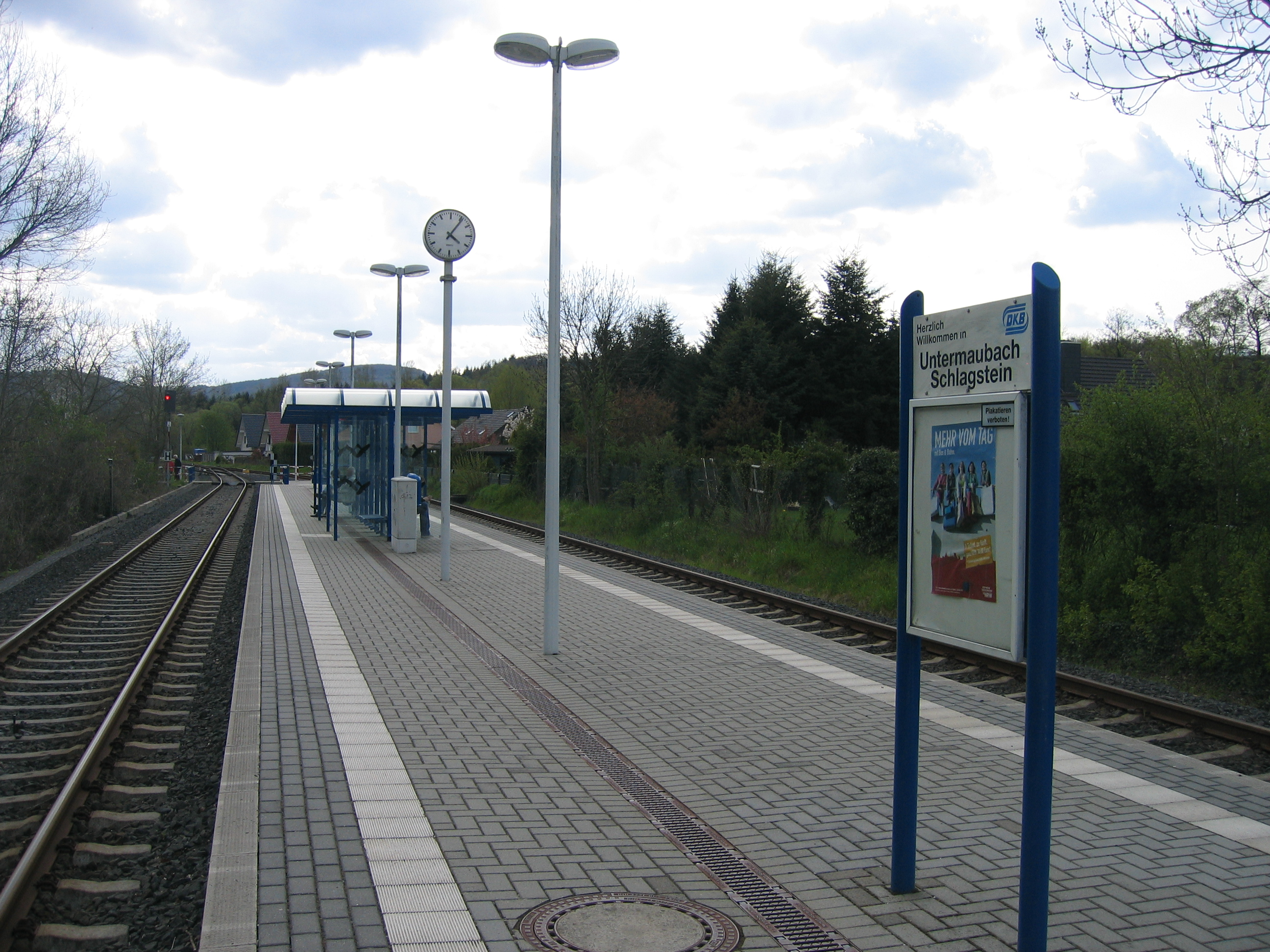
Station Untermaubach-Schlagstein
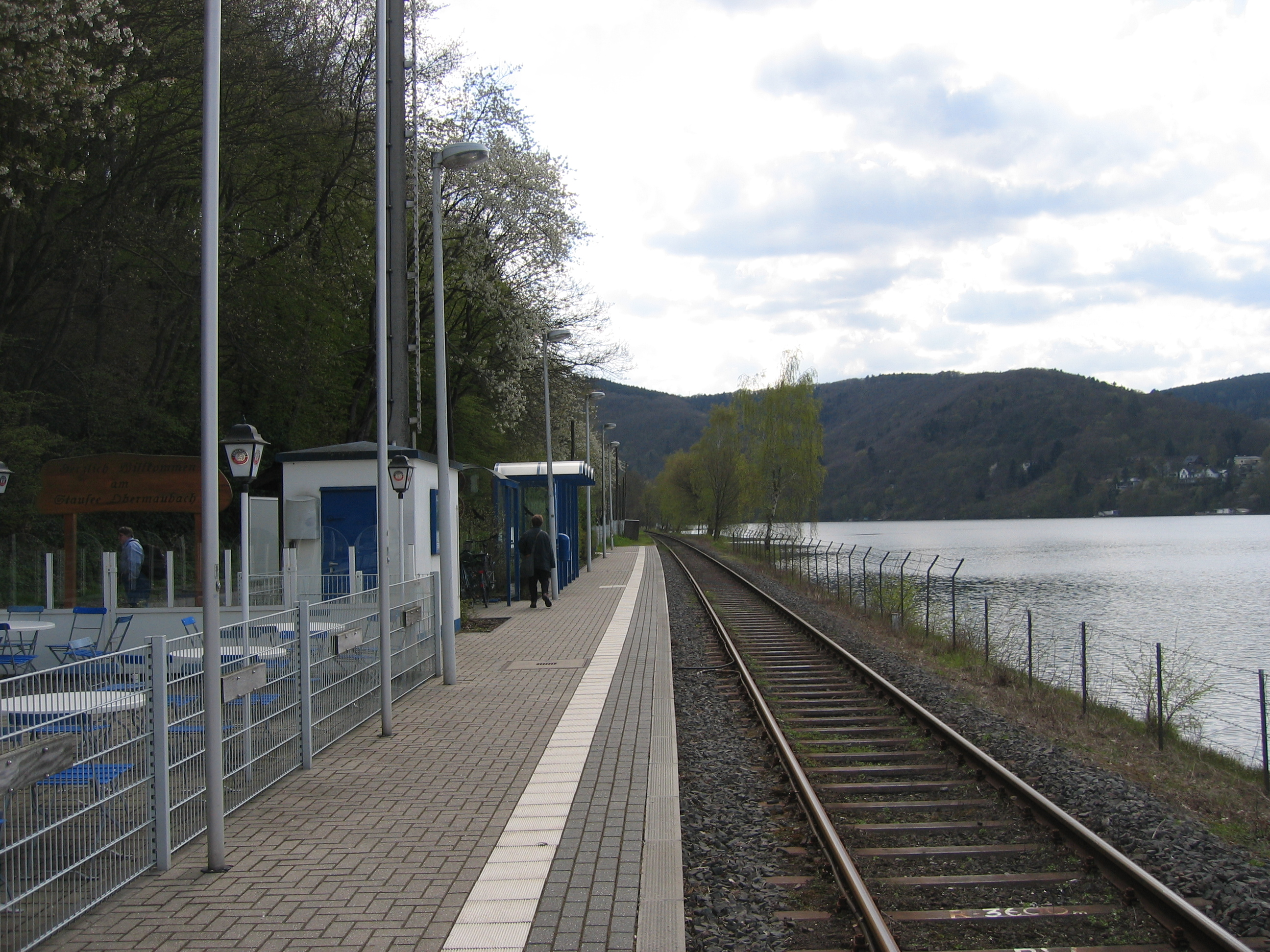
Station Obermaubach
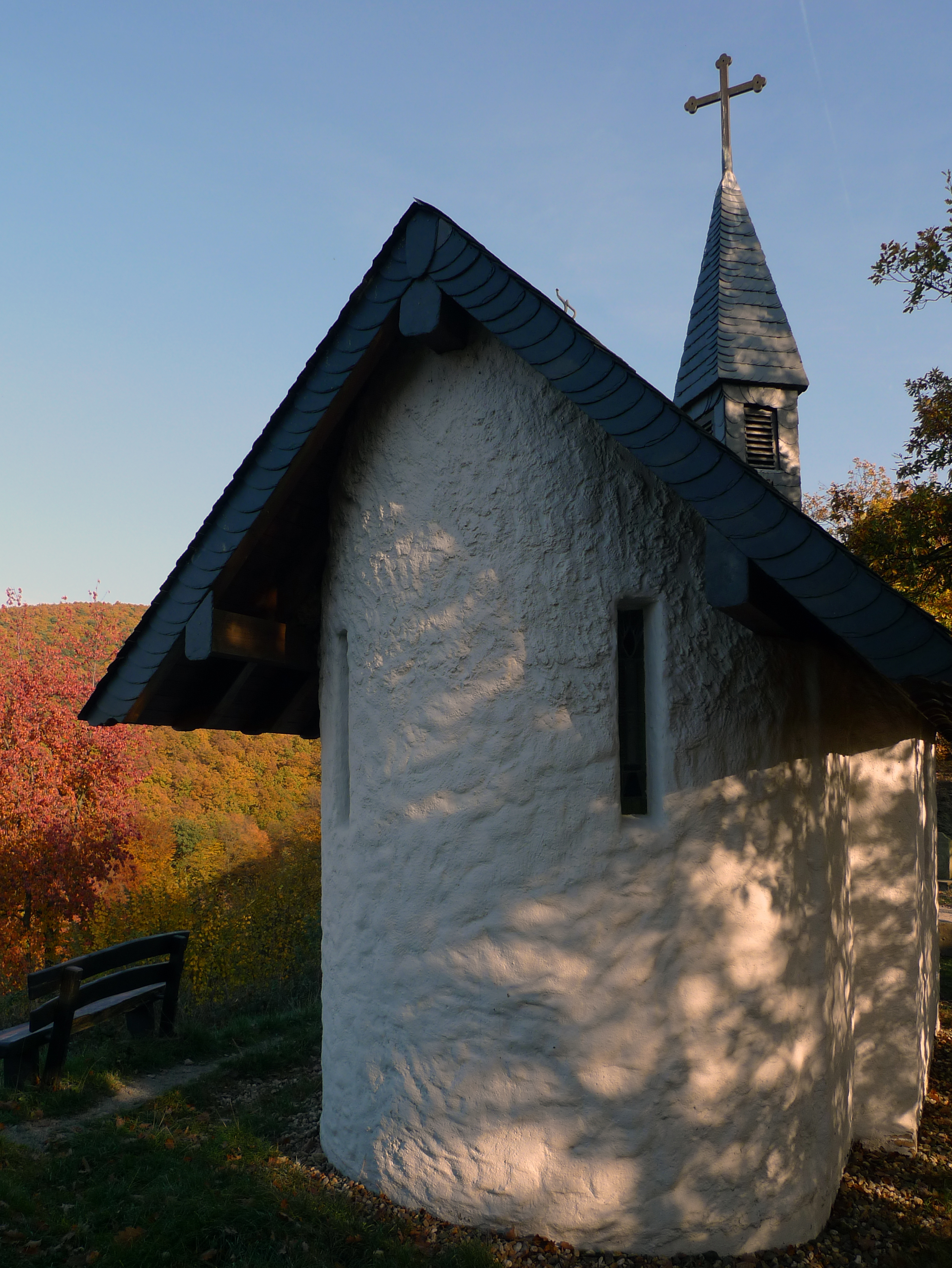
Kapel (1995) op de berg Mausauel ten oosten van het dorp
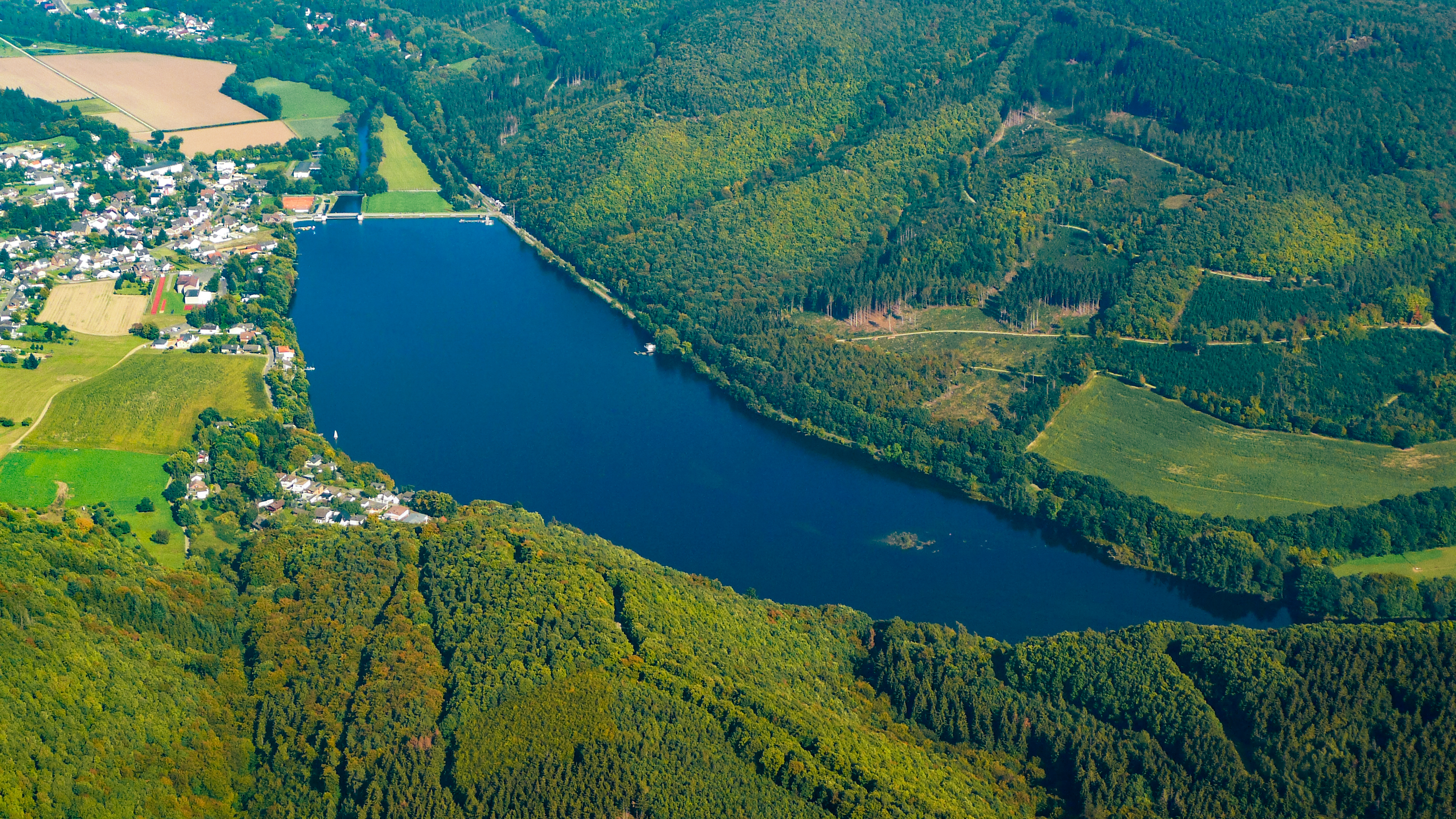
Stuwmeer Obermaubach
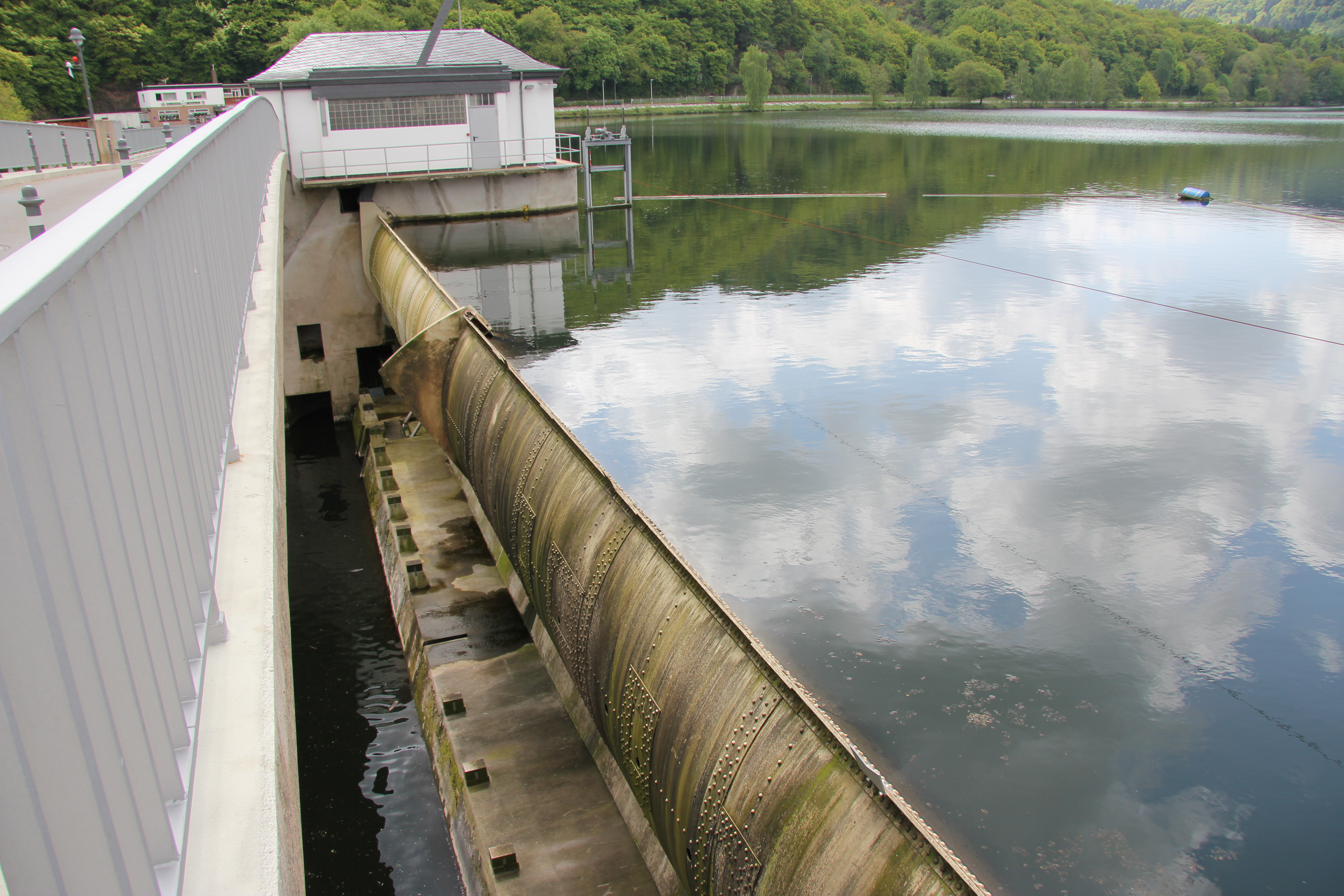
Klep van de stuw bij de Stausee Obermaubach